# Herb Runge
Helmut „Herb“ Runge (* 3. Februar 1937; † 16. Januar 2017 in Berlin) war ein deutscher Jazz- und Unterhaltungsmusiker (Trompete, Arrangement, Orchesterleitung).

## Werdegang
Runge, der zunächst eine Lehre als Elektriker absolvierte, lernte dann, beeinflusst von Louis Armstrong, auf dem Konservatorium Trompete. Mitte der 1950er Jahre begann er aufzutreten. Anfang der 1960er Jahre spielte er regelmäßig in den Jazzclubs von Berlin und gründete seine eigene Studentenband. Er gewann Jazzpreise und wurde ins RIAS-Tanzorchester geholt. Dann arbeitete er bis 1970 als Schiffsmusiker auf Kreuzfahrtschiffen. In den nächsten Jahren trat er auch als Schlagersänger im Duo Steffi & Steve auf (Single: „Wir stellen die Welt auf den Kopf“). 
Seit Anfang der 1980er Jahre trat er mit seinem Herb Runge Orchester fast 20 Jahre lang auf dem Berliner Presseball auf; zudem begleitete er mit der Band Harald Juhnke; auch gab es Auftritte mit Lou van Burg und Billy Mo sowie mit Vico Torriani. Er arrangierte Ravels Boléro als „Swinging Bolero“ und schrieb auch Arrangements für die RIAS-Big Band.
1989 übernahm er die Leitung der BSR Big Band, ein vormaliges Laienorchester der Berliner Stadtreinigung, das er zu einem professionellen Klangkörper formte, der nicht mehr nur bei betrieblichen Veranstaltungen, sondern vor allem beim Sechstagerennen und zahlreichen Bällen auftrat. 1998 wurde das Orchester aufgelöst. Runge spielte nun hier und da kleine Konzerte und schrieb einen Song für Hertha 03 Zehlendorf. Zu seinem 70. Geburtstag organisierte er noch einmal eine Bigband.